# Lago Qiandao
Il Lago Qiandao è un lago artificiale cinese che si trova nella Contea di Chun'an, nello Zhejiang, il lago si è formato nel 1959 dopo il completamento di uno sbarramento idroelettrico sul fiume Qiantang.

## Geografia
1.078 grandi isole punteggiano il lago e alcune migliaia di quelle più piccole sono sparse. Le isole del lago includono anche: Bird Island, Snake Island, Monkey Island e Lock Island. Il lago copre un'area di 573 km2 e ha una capacità di stoccaggio di 17,8 km3. Le isole nel lago coprono circa 86 km2.

## Storia

### Diga del fiume Xin'an
La valle fu allagata nel 1959 per creare il lago per il progetto della diga sul fiume Xin'an.  La diga è alta 105 m con una lunghezza di cresta di 466,5 m ed è stata la prima diga costruita in Cina con un'altezza superiore a 100 m, la sua centrale elettrica ha una capacità installata di 845 MW.

### Città sommersa di Shi Cheng

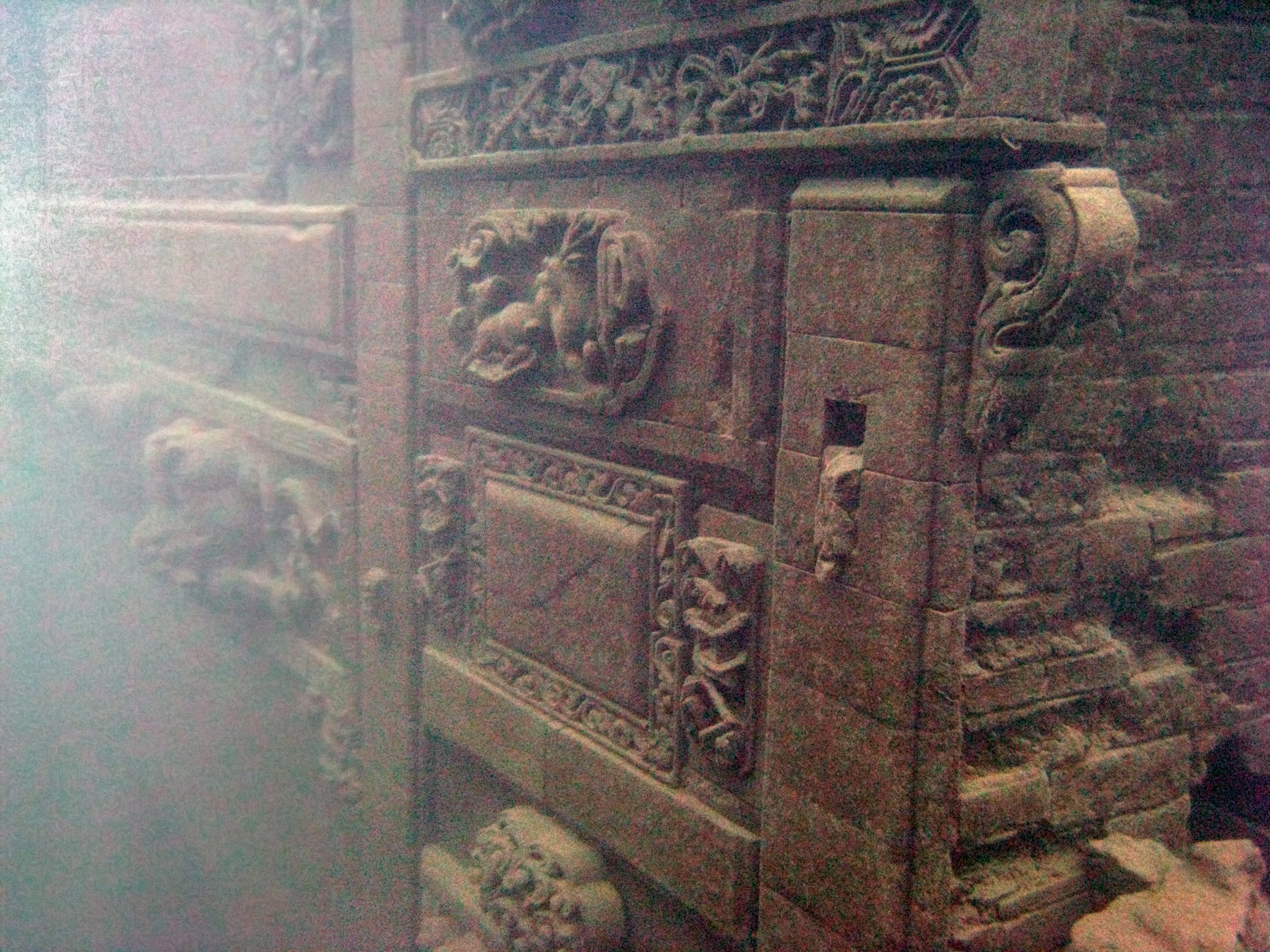
La città sommersa di Shi Cheng

Immerso nel lago, ai piedi del Monte Wu Shi (五 狮山, "Monte dei Cinque Leoni"), si trova un'antica città conosciuta come Shi Cheng (狮城, "Città del Leone"). Fu costruita durante la Dinastia Han (25-200 d.C.) e fu istituita come contea nel 208 d.C. La città ha preso il nome dalla vicina montagna di Wu Shi (Five Lion), che ora è conosciuta come Isola di Wu Shi e anch'essa è stata parzialmente sommerso. Attualmente la città rimane ben conservata e indisturbata a una profondità di 26-40 m. È stata esplorata da Big Blue, un operatore di immersioni subacquee con sede a Shanghai.

### Incidente del Lago Qiandao
Nel 1994, tre dirottatori si imbarcarono su una barca piena di turisti e la incendiarono, uccidendo tutti e 32 i passeggeri a bordo. I passeggeri erano principalmente turisti provenienti da Taiwan.

### Ponte di Archimede
Nel 1998, un consorzio italo-cinese iniziò a progettare la costruzione di un prototipo di un tunnel galleggiante sommerso (noto anche come ponte Archimede) e nel 2005 decise di costruirlo sul Lago Quiandao. Il ponte, il primo al mondo nel suo genere, dovrebbe coprire 100 m, come prova del concetto di ponti più grandi.

## Economia
Le aziende traggono vantaggio dalla qualità incontaminata dell'acqua e dell'ambiente per l'acquacoltura e il marchio dell'acqua. Il lago Qiandao viene utilizzato per produrre la marca di acqua minerale Nongfu Spring. Kaluga Queen produce gran parte del caviale del mondo attraverso l'allevamento di storioni nelle penne del lago.
Il lago ha reso Zhejiang una zona popolare per i turisti. Di conseguenza, lo sviluppo abitativo è aumentato nell'area dalla fine degli anni '90.

## Trasporti
Una superstrada collega Hangzhou, il lago Qiandao e Huangshan nell'Anhui. Ogni mezz'ora gli autobus partono dalla stazione degli autobus di West Hangzhou per collegare il lago Qiandao
Un progetto di sviluppo ferroviario verso l'area cessò poiché era considerato dannoso per le attrazioni "naturali" del lago Qiandao.

## Galleria d'immagini

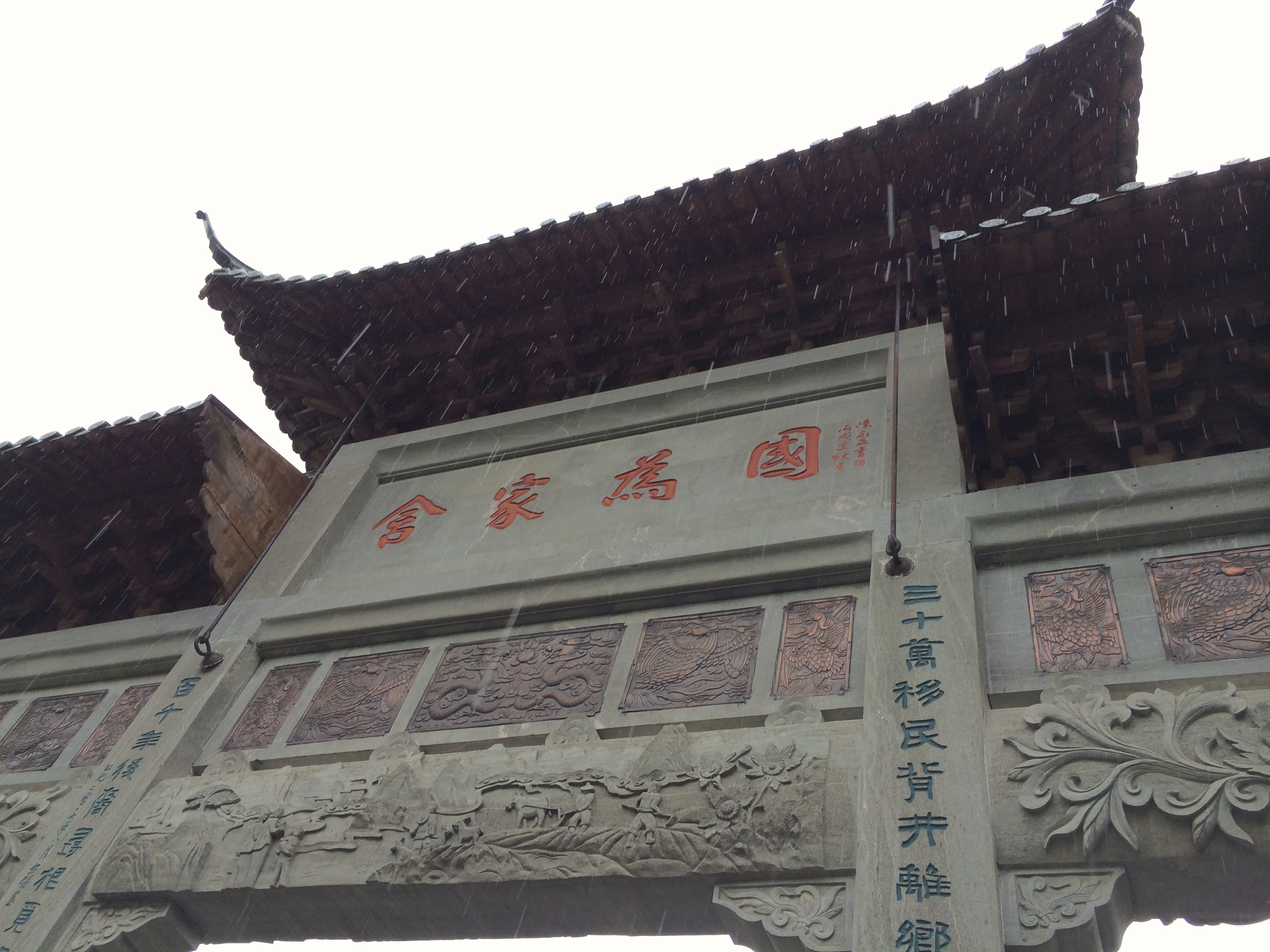
Entrata nell'area del Lago Qiandao
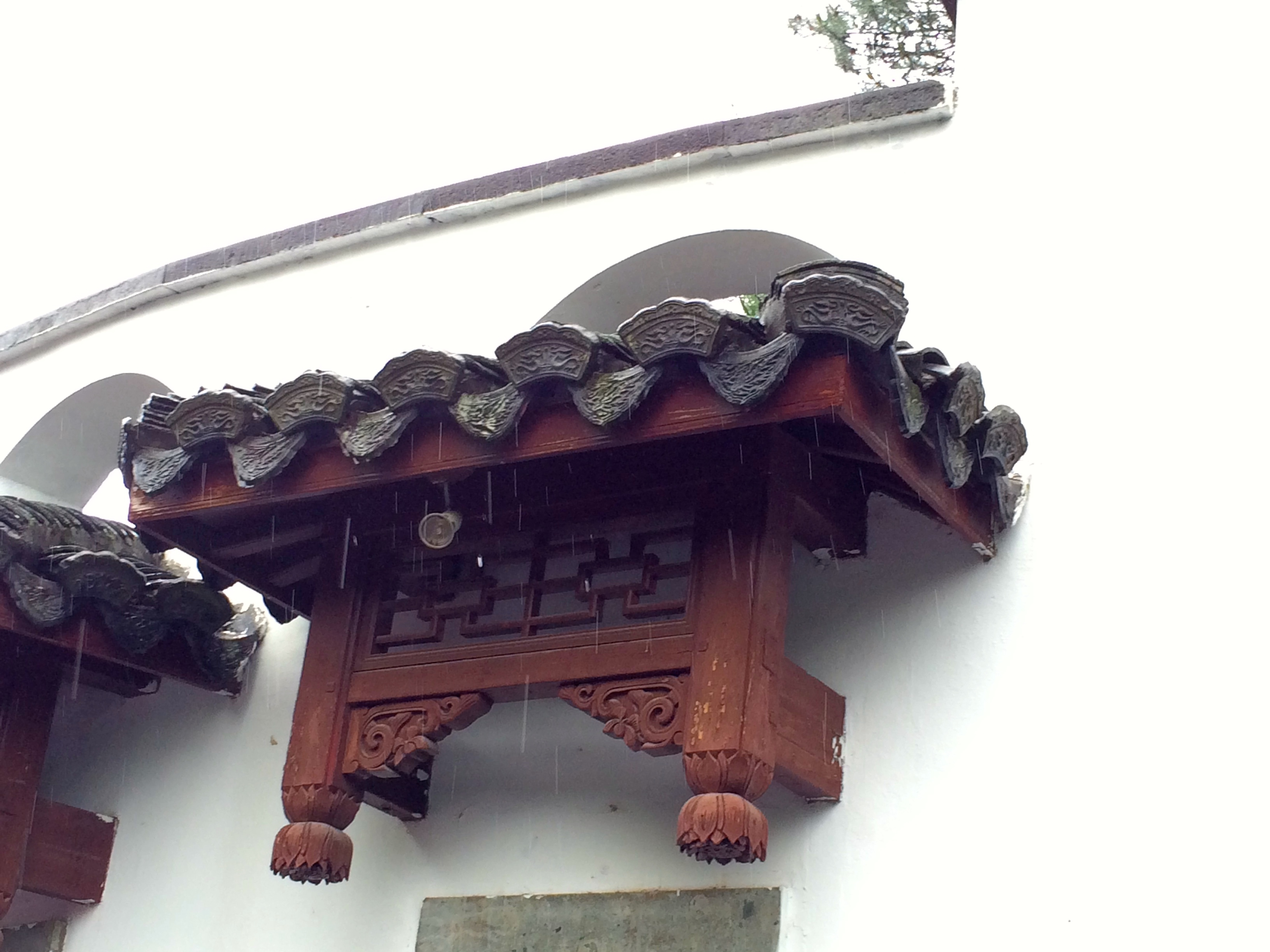
Architettura di Huizhou
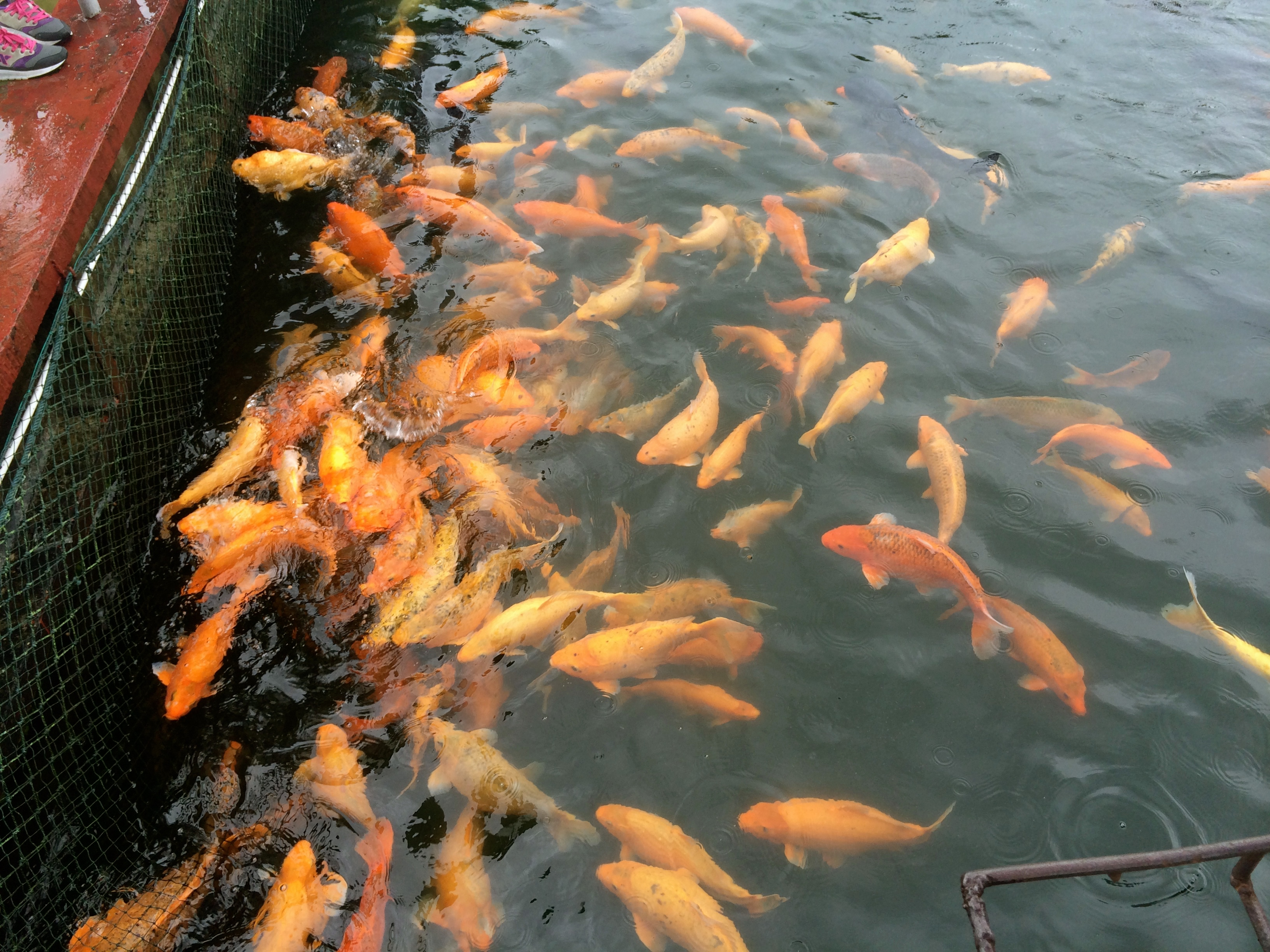
Carpe Koi nel Lago Qiandao
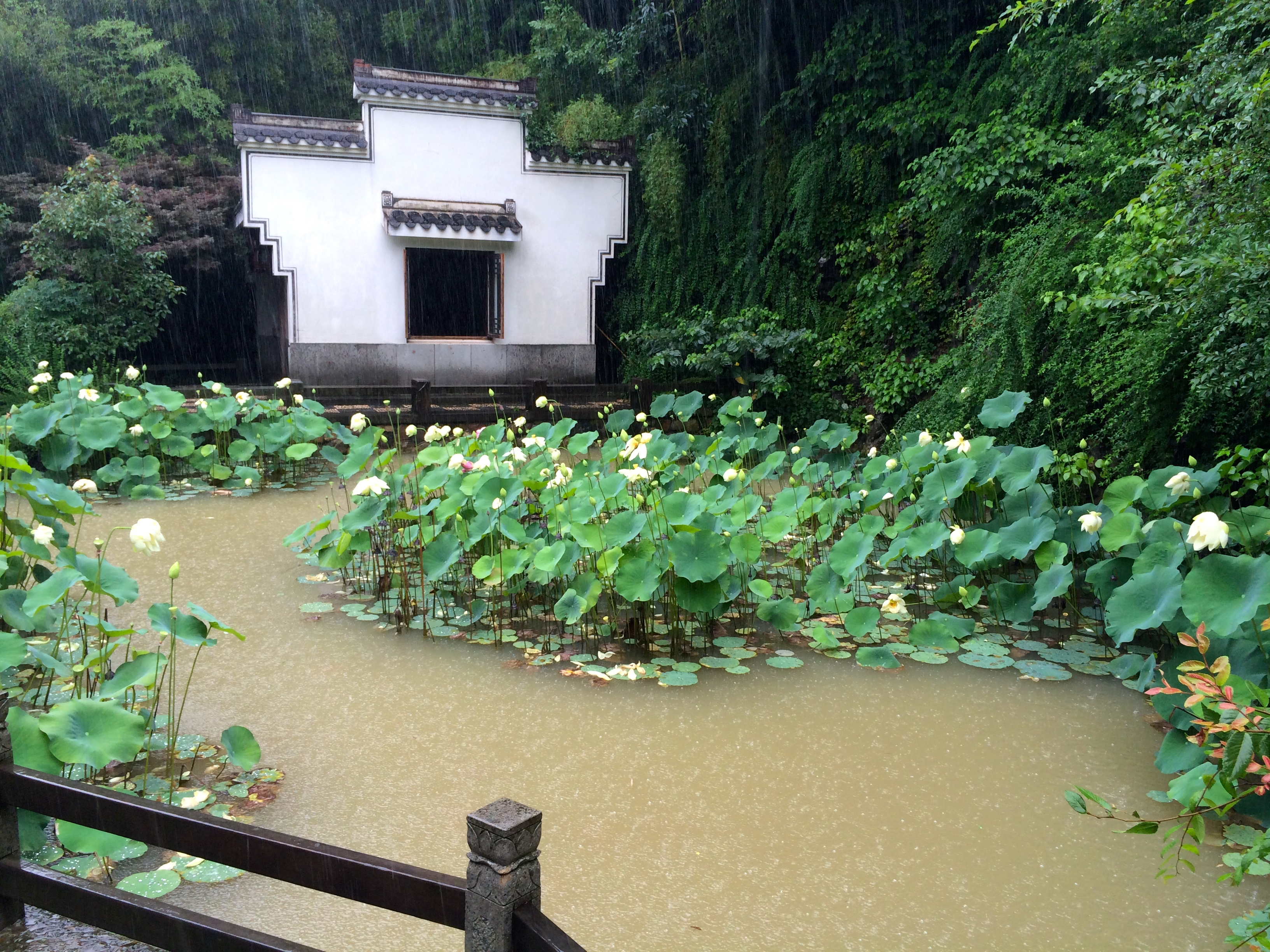
Uno stagno con i fiori di Loto
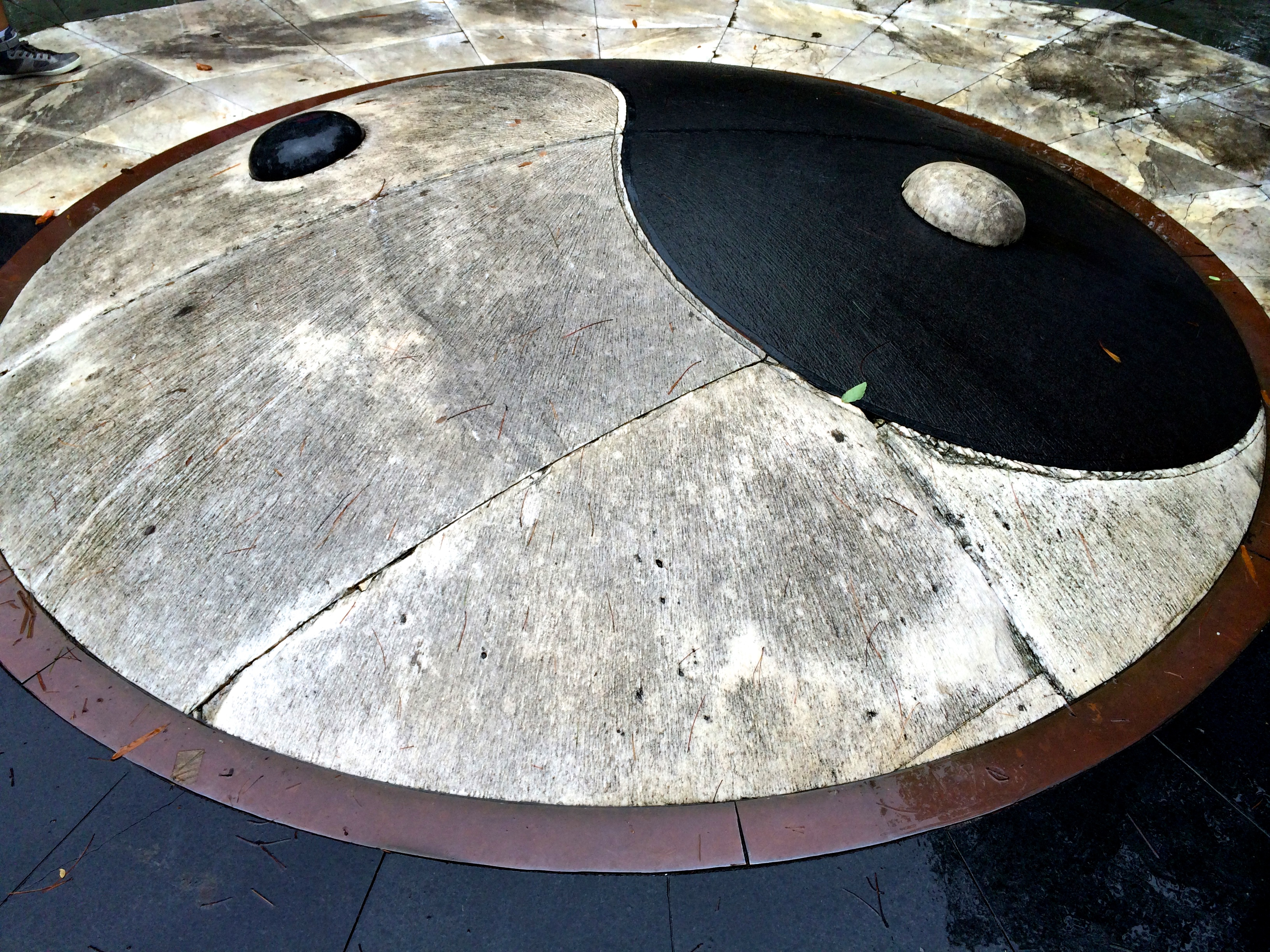
Simbolo Tai Chi
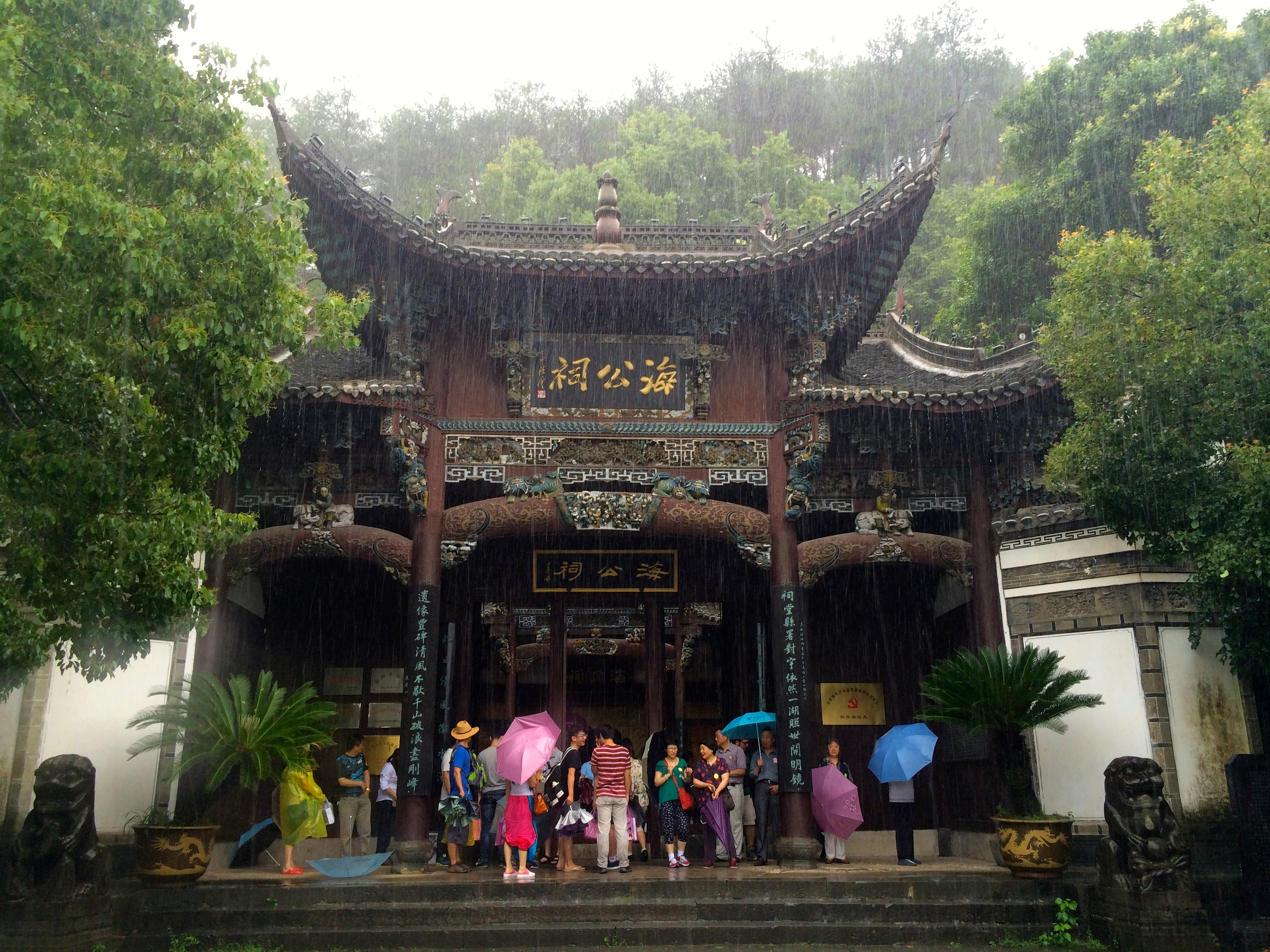
Santuario dedicato a Hai Rui
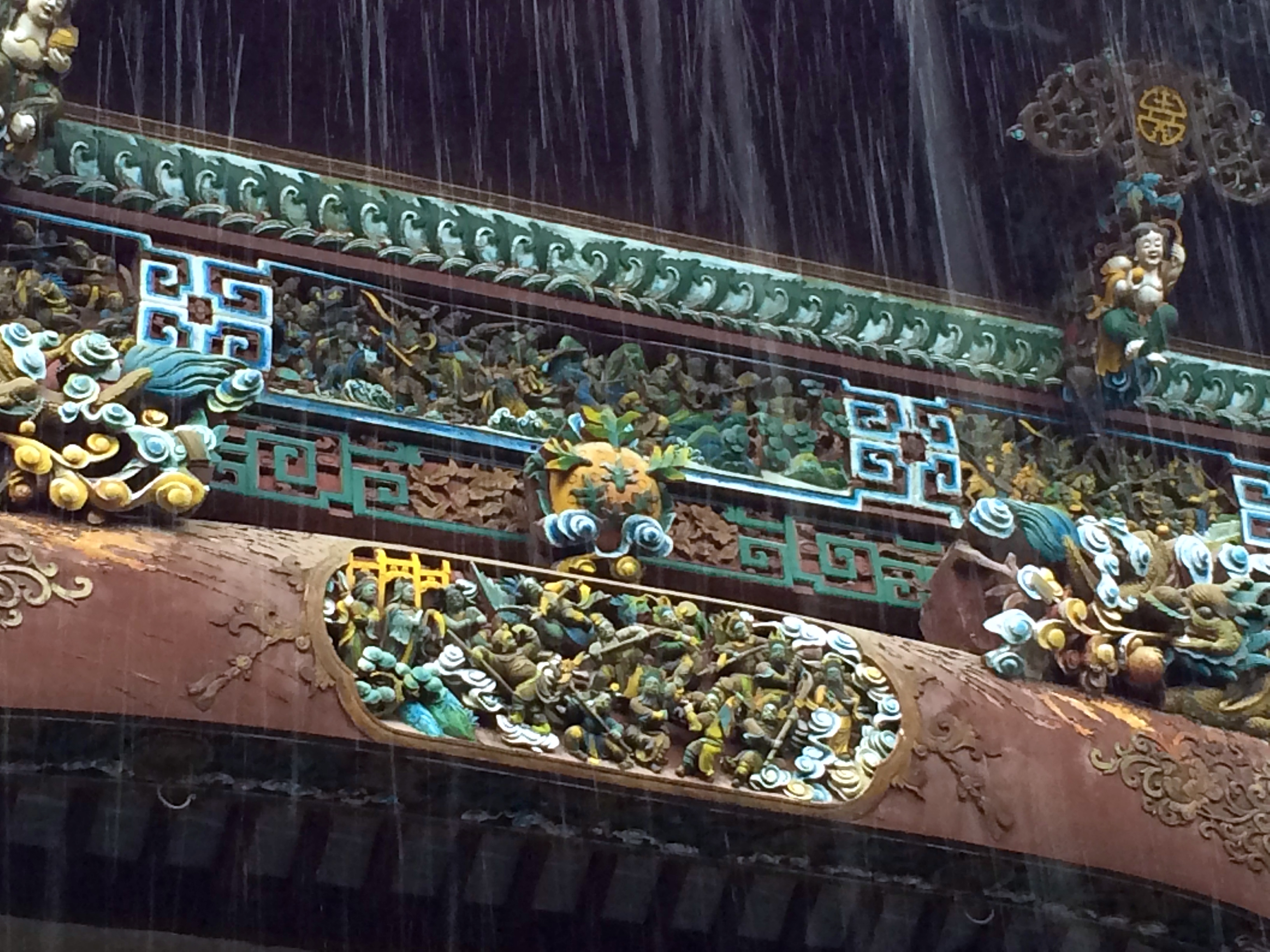
Rilievo in legno dipinto nel Santuario Hai Rui
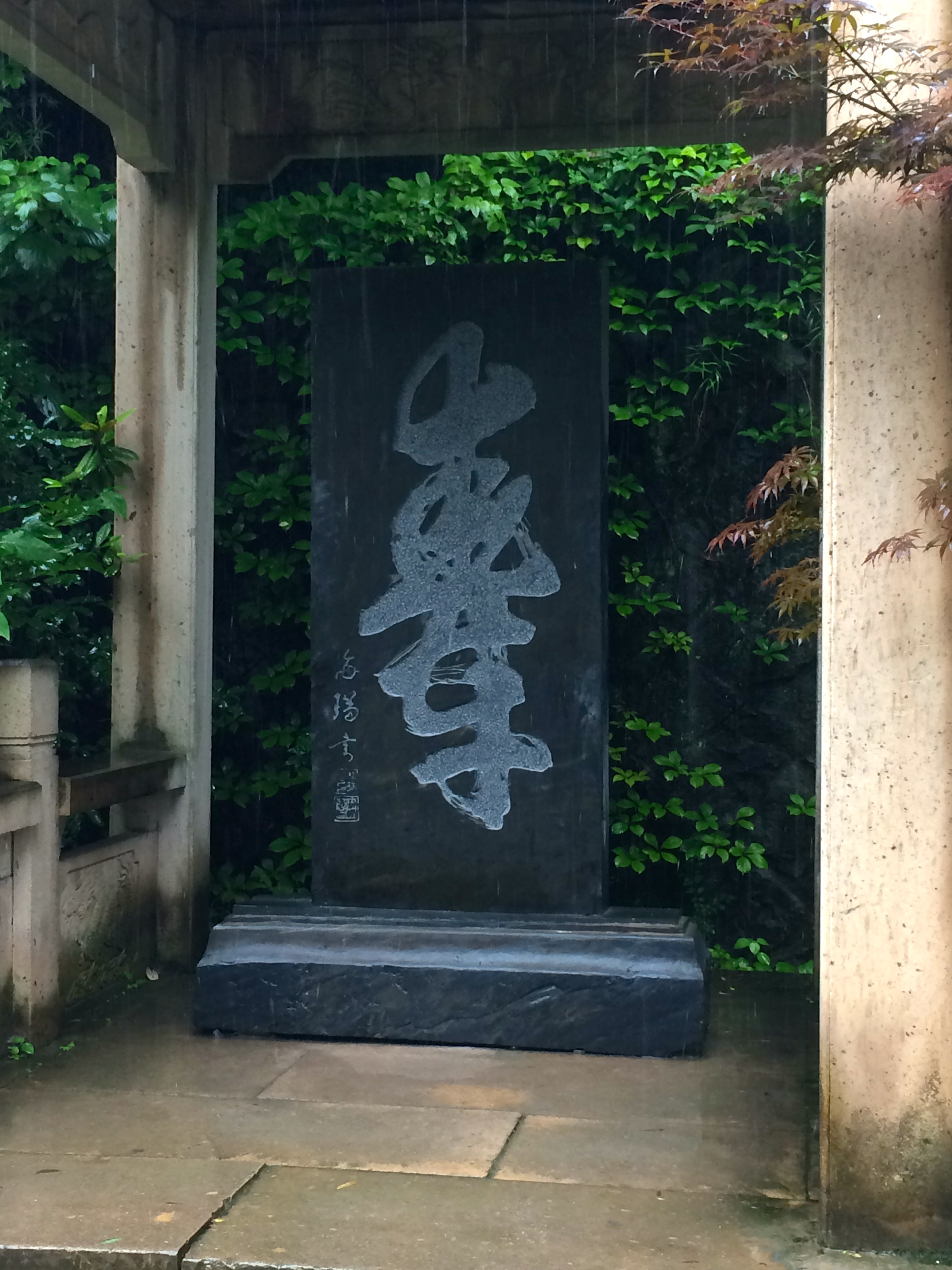
Carattere Shō (寿, longevità) scritto da Hai Rui. Il carattere può essere visualizzato sia a destra che a testa in giù per leggere "Shou".